# Врана (Пакоштане)
Врана је насељено место у Равним котарима, у северној Далмацији, Република Хрватска. Припада општини Пакоштане у Задарској жупанији.

## Географија
Налази се на обали Вранског језера, а удаљена је 6 км од Пакоштана, односно Јадранског мора.

## Историја
До територијалне реорганизације у Хрватској, налазила се у саставу старе општине Биоград на Мору.

## Културно-историјски споменици
Код Вране, на језеру, налази се Бенедиктински самостан, који је за владавине Турака претворен у војно утврђење. У самом насељу се налази Машковића хан, турски објекат из 17. вијека. Ту су и римокатоличке цркве Св. Миховила и Св. Недиљице.

## Становништво
На попису становништва 2011. године, Врана је имала 790 становника.

## Попис 1991.
На попису становништва 1991. године, насељено место Врана је имало 1.249 становника, следећег националног састава:
| Попис 1991.‍   | Попис 1991.‍  | Попис 1991.‍ | Попис 1991.‍ | Попис 1991.‍ |
| ------------- | ------------ | ----------- | ----------- | ----------- |
|               |              |             |             |             |
| Хрвати        | Хрвати       |             | 991         | 79,34%      |
| Срби          | Срби         |             | 229         | 18,33%      |
| Немци         | Немци        |             | 1           | 0,08%       |
| остали        | остали       |             | 2           | 0,16%       |
| регион. опр.  | регион. опр. |             | 1           | 0,08%       |
| непознато     | непознато    |             | 25          | 2,00%       |
| укупно: 1.249 |              |             |             |             |

## Презимена
- Дрча — Православци, славе Св. Јована
- Гладовић — Православци, славе Св. Георгија
- Ковачевић — Православци, славе Св. Јована
- Кркљеш — Православци, славе Св. Јована
- Кужет — Православци, славе Св. Георгија
- Пуповац — Православци, славе Св. Јована[4]